# Dolichopscerus spectrum
Dolichopscerus spectrum är en insektsart som beskrevs av Maldonado-capriles 1985. Dolichopscerus spectrum ingår i släktet Dolichopscerus och familjen dvärgstritar. Inga underarter finns listade i Catalogue of Life.